# Empoasca serrator
Empoasca serrator är en insektsart som beskrevs av Young 1953. Empoasca serrator ingår i släktet Empoasca och familjen dvärgstritar. Inga underarter finns listade i Catalogue of Life.